# Call of Juarez: The Cartel
Call of Juarez: The Cartel is een western first-person shooter ontwikkeld door Techland en uitgegeven door Ubisoft. Het spel speelt zich af in het hedendaags Los Angeles en Mexico. Call of Juarez: The Cartel is het derde spel in de Call of Juarez-serie, na Call of Juarez: Bound in Blood en Call of Juarez.

## Ontvangst
| Beoordeeld door       | Platform      | Datum           | Score |
| --------------------- | ------------- | --------------- | ----- |
| GamesVault            | Windows       | 3 augustus 2009 | 100%  |
| Wonderwallweb.com     | PlayStation 3 | 30 juni 2009    | 89%   |
| That Gaming Site      | Xbox 360      | 3 juli 2009     | 80%   |
| TotalVideoGames (TVG) | Windows       | 3 juli 2009     | 80%   |
| Play Magazine         | Windows       | 30 juni 2009    | 80%   |
| Xbox360Achievements   | Xbox 360      | 30 juni 2009    | 79%   |
| Jeuxvideo.com         | Xbox 360      | 2 juli 2009     | 75%   |
| GamersHell.com        | Xbox 360      | 30 juni 2009    | 70%   |
| GameDaily             | PlayStation 3 | 6 juli 2009     | 70%   |
| GameSpy               | Xbox 360      | 30 juni 2009    | 60%   |

Call of Juarez · Bound in Blood · The Cartel · Gunslinger